# Grammatoptila striata
El charlatán estriado (Grammatoptila striata) es una especie de ave paseriforme de la familia Leiothrichidae endémica del Himalaya.

## Distribución y hábitat
Se encuentra a lo largo de todo el Himalaya, distribuido por Bután, el norte de la India, norte de Birmania, Tíbet y Nepal. Sus hábitat natural son los bosques húmedos subtropicales de montaña.